# Aleksandar Kostov
Aleksandar Kostov   (Sofia, 2 de març de 1938 - Sofia, 15 d'abril de 2019) fou un futbolista búlgar de la dècada de 1960.
Fou 7 cops internacional amb la selecció búlgara amb la qual participà a la Copa del Món de Futbol de 1962 i a la Copa del Món de Futbol de 1966.
Pel que fa a clubs, defensà els colors de Botev Plovdiv i Levski Sofia.
Trajectòria com a entrenador:
- 1973–1980 Levski Sofia (assistent)
- 1980–1982 Haskovo
- 1982–1984 Alki Larnaca
- 1984–1987 Ethnikos Achna
- 1987–1988 AS Marsa
- 1989–1991 AS Marsa
- 1995–1996 Persebaya Surabaya
- 1996–1997 Barito Putera